# البرقان الكبير
البرقان الكبير (بالإنجليزية: Great Burgan)‏ هو منطقة حقل نفطي يتركز فيها معظم نفط الكويت (باحتياطيات تقدر بحوالي 70 مليار برميل)، ويعتبر ثاني أكبر حقل نفطي في العالم بعد حقل الغوار. هذه الحقول الثلاثة تضخّ معا ما يقاب ما بين 31 و 33 مجموعة نفطية إلى 14 نقطة تخزين نفطية. تضم حقل برقان الكبرى حقول ثلاث؛ وهي حقل برقان وحقل المقوع وحقل الأحمدي، وتقع حلها في جنوب مدينة الكويت.
ومن المعروف أن حقل برقان يتعرض لضغوط من قبل تسرب مياه البحر. في حين تم التكهن بهذا منذ عقو، ظهر دليل واضح في الفترة 1991-1992 عندما استخدم الجيش العراقي المتفجرات لتفجير عشرات من الآبار وإضرام النار فيها. حافظت الآبار على إنتاج النفط حتى يتم تغطية سطحه. مما دل على أن الضغط الطبيعي يتسبب في تدفق النفط إلى السطح. هذا الانفجار تسبب بانخفاض الضغط في حقول المملكة العربية السعودية المجاورة حتى تم تغطيتها بآبار برقان. فإذا كانت الآبار هي آبار هي آبار منتجة للنفط تحت تأثير الرفع الاصطناعي، فإن حرائق تلك الآبار سوف تنطفئ تلقائياً بسبب نقص الزيت عند إغلاق المضخات.
في عام 2006 وعام 2007، أعلنت شركة نفط الكويت أن الإنتاج في حقل برقان قد بلغ أفضل مستوى ممكن. وإذا كان هذا الإدعاء صحيحاً، فهو يدل على أن الكويت قد وصلت إلى ذروة الإنتاج النفطي ولا يمكنها زيادة إنتاجها في المستقبل.